# Lista siturilor arheologice din județul Dâmbovița
Lista siturilor arheologice din județul Dâmbovița conține toate siturile arheologice din județul Dâmbovița înscrise în Repertoriul Arheologic Național (RAN). RAN este administrat de Ministerul Culturii și Patrimoniului Național și cuprinde date științifice, cartografice, topografice, imagini și planuri, precum și orice alte informații privitoare la zonele cu potențial arheologic, studiate sau nu, încă existente sau dispărute.
Datorită numărului mare de situri, această listă a fost împărțită după localitatea în care se află situl. Dacă știți localitatea (satul sau orașul) în care se află situl, alegeți localitatea din lista din această pagină. Dacă nu știți localitatea, puteți căuta un sit din județ folosind formularul de mai jos.
| A ↑ A B C D E F G H I Î J K L M N O P Q R S Ș T Ț U V W X Y Z ↓ | A ↑ A B C D E F G H I Î J K L M N O P Q R S Ș T Ț U V W X Y Z ↓ | A ↑ A B C D E F G H I Î J K L M N O P Q R S Ș T Ț U V W X Y Z ↓ | A ↑ A B C D E F G H I Î J K L M N O P Q R S Ș T Ț U V W X Y Z ↓ | A ↑ A B C D E F G H I Î J K L M N O P Q R S Ș T Ț U V W X Y Z ↓ | A ↑ A B C D E F G H I Î J K L M N O P Q R S Ș T Ț U V W X Y Z ↓ | A ↑ A B C D E F G H I Î J K L M N O P Q R S Ș T Ț U V W X Y Z ↓ | A ↑ A B C D E F G H I Î J K L M N O P Q R S Ș T Ț U V W X Y Z ↓ | A ↑ A B C D E F G H I Î J K L M N O P Q R S Ș T Ț U V W X Y Z ↓ | A ↑ A B C D E F G H I Î J K L M N O P Q R S Ș T Ț U V W X Y Z ↓ |
| --------------------------------------------------------------- | --------------------------------------------------------------- | --------------------------------------------------------------- | --------------------------------------------------------------- | --------------------------------------------------------------- | --------------------------------------------------------------- | --------------------------------------------------------------- | --------------------------------------------------------------- | --------------------------------------------------------------- | --------------------------------------------------------------- |
| Adânca                                                          | Alunișu                                                         | Aninoasa                                                        |                                                                 |                                                                 |                                                                 |                                                                 |                                                                 |                                                                 |                                                                 |
| B ↑ A B C D E F G H I Î J K L M N O P Q R S Ș T Ț U V W X Y Z ↓ |                                                                 |                                                                 |                                                                 |                                                                 |                                                                 |                                                                 |                                                                 |                                                                 |                                                                 |
| Bădulești                                                       | Băleni-Români                                                   | Băleni Sârbi                                                    | Bălteni                                                         | Bărăceni                                                        |                                                                 |                                                                 |                                                                 |                                                                 |                                                                 |
| Bărbuceanu                                                      | Bărbulețu                                                       | Bâldana                                                         | Bezdead                                                         | Bilciurești                                                     |                                                                 |                                                                 |                                                                 |                                                                 |                                                                 |
| Boteni                                                          | Braniștea                                                       | Brăteștii de Jos                                                | Brâncoveanu                                                     | Brezoaele                                                       |                                                                 |                                                                 |                                                                 |                                                                 |                                                                 |
| Broșteni                                                        | Buciumeni                                                       | Bucșani                                                         | Bujoreanca                                                      | Bungetu                                                         |                                                                 |                                                                 |                                                                 |                                                                 |                                                                 |
| Butimanu                                                        | Butoiu de Jos                                                   |                                                                 |                                                                 |                                                                 |                                                                 |                                                                 |                                                                 |                                                                 |                                                                 |
| C ↑ A B C D E F G H I Î J K L M N O P Q R S Ș T Ț U V W X Y Z ↓ |                                                                 |                                                                 |                                                                 |                                                                 |                                                                 |                                                                 |                                                                 |                                                                 |                                                                 |
| Cazaci                                                          | Călugăreni                                                      | Căprioru                                                        | Cătunu                                                          | Cândești Deal                                                   |                                                                 |                                                                 |                                                                 |                                                                 |                                                                 |
| Cândești-Vale                                                   | Ciocănești                                                      | Cocani                                                          | Cojasca                                                         | Colacu                                                          |                                                                 |                                                                 |                                                                 |                                                                 |                                                                 |
| Colanu                                                          | Comișani                                                        | Corbii Mari                                                     | Cornățelu                                                       | Cornești                                                        |                                                                 |                                                                 |                                                                 |                                                                 |                                                                 |
| Corni                                                           | Costeștii din Vale                                              | Crețu                                                           | Crivățu                                                         | Croitori                                                        |                                                                 |                                                                 |                                                                 |                                                                 |                                                                 |
| Cucuteni                                                        |                                                                 |                                                                 |                                                                 |                                                                 |                                                                 |                                                                 |                                                                 |                                                                 |                                                                 |
| D ↑ A B C D E F G H I Î J K L M N O P Q R S Ș T Ț U V W X Y Z ↓ |                                                                 |                                                                 |                                                                 |                                                                 |                                                                 |                                                                 |                                                                 |                                                                 |                                                                 |
| Dâmbovicioara                                                   | Dealu Frumos                                                    | Dealu Mare                                                      | Decindea                                                        | Decindeni                                                       |                                                                 |                                                                 |                                                                 |                                                                 |                                                                 |
| Dimoiu                                                          | Dobra                                                           | Doicești                                                        | Dragomirești                                                    | Drăgăești Pământeni                                             |                                                                 |                                                                 |                                                                 |                                                                 |                                                                 |
| Drăgodănești                                                    | Dumbrava                                                        | După Deal                                                       |                                                                 |                                                                 |                                                                 |                                                                 |                                                                 |                                                                 |                                                                 |
| F ↑ A B C D E F G H I Î J K L M N O P Q R S Ș T Ț U V W X Y Z ↓ |                                                                 |                                                                 |                                                                 |                                                                 |                                                                 |                                                                 |                                                                 |                                                                 |                                                                 |
| Fântânele                                                       | Fieni                                                           | Fierbinți                                                       | Finta Mare                                                      | Frasin Deal                                                     |                                                                 |                                                                 |                                                                 |                                                                 |                                                                 |
| Frasinu                                                         | Frasin Vale                                                     |                                                                 |                                                                 |                                                                 |                                                                 |                                                                 |                                                                 |                                                                 |                                                                 |
| G ↑ A B C D E F G H I Î J K L M N O P Q R S Ș T Ț U V W X Y Z ↓ |                                                                 |                                                                 |                                                                 |                                                                 |                                                                 |                                                                 |                                                                 |                                                                 |                                                                 |
| Găești                                                          | Geangoești                                                      | Gemenea Brătulești                                              | Gheboaia                                                        | Ghergani                                                        |                                                                 |                                                                 |                                                                 |                                                                 |                                                                 |
| Ghimpați                                                        | Ghinești                                                        | Ghirdoveni                                                      | Glodeni                                                         | Gorgota                                                         |                                                                 |                                                                 |                                                                 |                                                                 |                                                                 |
| Grozăvești                                                      | Gura Bărbulețului                                               | Gura Ocniței                                                    |                                                                 |                                                                 |                                                                 |                                                                 |                                                                 |                                                                 |                                                                 |
| H ↑ A B C D E F G H I Î J K L M N O P Q R S Ș T Ț U V W X Y Z ↓ |                                                                 |                                                                 |                                                                 |                                                                 |                                                                 |                                                                 |                                                                 |                                                                 |                                                                 |
| Hanu lui Pală                                                   | Hăbeni                                                          | Hodărăști                                                       | Hulubești                                                       |                                                                 |                                                                 |                                                                 |                                                                 |                                                                 |                                                                 |
| I ↑ A B C D E F G H I Î J K L M N O P Q R S Ș T Ț U V W X Y Z ↓ |                                                                 |                                                                 |                                                                 |                                                                 |                                                                 |                                                                 |                                                                 |                                                                 |                                                                 |
| Iazu                                                            | Ibrianu                                                         | Iedera de Jos                                                   | I. L. Caragiale                                                 | Ionești                                                         |                                                                 |                                                                 |                                                                 |                                                                 |                                                                 |
| Izvoarele                                                       |                                                                 |                                                                 |                                                                 |                                                                 |                                                                 |                                                                 |                                                                 |                                                                 |                                                                 |
| L ↑ A B C D E F G H I Î J K L M N O P Q R S Ș T Ț U V W X Y Z ↓ |                                                                 |                                                                 |                                                                 |                                                                 |                                                                 |                                                                 |                                                                 |                                                                 |                                                                 |
| Lazuri                                                          | Lăculețe                                                        | Livezile                                                        | Lucianca                                                        | Lucieni                                                         |                                                                 |                                                                 |                                                                 |                                                                 |                                                                 |
| Ludești                                                         | Lungulețu                                                       |                                                                 |                                                                 |                                                                 |                                                                 |                                                                 |                                                                 |                                                                 |                                                                 |
| M ↑ A B C D E F G H I Î J K L M N O P Q R S Ș T Ț U V W X Y Z ↓ |                                                                 |                                                                 |                                                                 |                                                                 |                                                                 |                                                                 |                                                                 |                                                                 |                                                                 |
| Malu cu Flori                                                   | Manga                                                           | Mavrodin                                                        | Mărcești                                                        | Mărginenii de Sus                                               |                                                                 |                                                                 |                                                                 |                                                                 |                                                                 |
| Mărunțișu                                                       | Mătăsaru                                                        | Mânăstirea                                                      | Mesteacăn                                                       | Mircea Vodă                                                     |                                                                 |                                                                 |                                                                 |                                                                 |                                                                 |
| Mislea                                                          | Moara din Groapă                                                | Mogoșani                                                        | Moreni                                                          | Morteni                                                         |                                                                 |                                                                 |                                                                 |                                                                 |                                                                 |
| Muscel                                                          |                                                                 |                                                                 |                                                                 |                                                                 |                                                                 |                                                                 |                                                                 |                                                                 |                                                                 |
| N ↑ A B C D E F G H I Î J K L M N O P Q R S Ș T Ț U V W X Y Z ↓ |                                                                 |                                                                 |                                                                 |                                                                 |                                                                 |                                                                 |                                                                 |                                                                 |                                                                 |
| Neajlovu                                                        | Nucet                                                           |                                                                 |                                                                 |                                                                 |                                                                 |                                                                 |                                                                 |                                                                 |                                                                 |
| O ↑ A B C D E F G H I Î J K L M N O P Q R S Ș T Ț U V W X Y Z ↓ |                                                                 |                                                                 |                                                                 |                                                                 |                                                                 |                                                                 |                                                                 |                                                                 |                                                                 |
| Ochiuri                                                         | Ocnița                                                          | Odaia Turcului                                                  | Odobești                                                        | Oreasca                                                         |                                                                 |                                                                 |                                                                 |                                                                 |                                                                 |
| P ↑ A B C D E F G H I Î J K L M N O P Q R S Ș T Ț U V W X Y Z ↓ |                                                                 |                                                                 |                                                                 |                                                                 |                                                                 |                                                                 |                                                                 |                                                                 |                                                                 |
| Pătroaia Vale                                                   | Petrești                                                        | Piatra                                                          | Picior de Munte                                                 | Pietroșița                                                      |                                                                 |                                                                 |                                                                 |                                                                 |                                                                 |
| Pitaru                                                          | Plopu                                                           | Podu Cristinii                                                  | Potlogi                                                         | Priseaca                                                        |                                                                 |                                                                 |                                                                 |                                                                 |                                                                 |
| Produlești                                                      | Puntea de Greci                                                 |                                                                 |                                                                 |                                                                 |                                                                 |                                                                 |                                                                 |                                                                 |                                                                 |
| R ↑ A B C D E F G H I Î J K L M N O P Q R S Ș T Ț U V W X Y Z ↓ |                                                                 |                                                                 |                                                                 |                                                                 |                                                                 |                                                                 |                                                                 |                                                                 |                                                                 |
| Raciu                                                           | Racovița                                                        | Ragu                                                            | Răcari                                                          | Răscăeți                                                        |                                                                 |                                                                 |                                                                 |                                                                 |                                                                 |
| Răzvad                                                          | Râu Alb de Jos                                                  | Râu Alb de Sus                                                  | Românești                                                       | Runcu                                                           |                                                                 |                                                                 |                                                                 |                                                                 |                                                                 |
| S ↑ A B C D E F G H I Î J K L M N O P Q R S Ș T Ț U V W X Y Z ↓ |                                                                 |                                                                 |                                                                 |                                                                 |                                                                 |                                                                 |                                                                 |                                                                 |                                                                 |
| Săcueni                                                         | Sălcioara                                                       | Sălcuța                                                         | Scheiu de Sus                                                   | Slobozia                                                        |                                                                 |                                                                 |                                                                 |                                                                 |                                                                 |
| Slobozia Moară                                                  | Speriețeni                                                      | Suseni Socetu                                                   |                                                                 |                                                                 |                                                                 |                                                                 |                                                                 |                                                                 |                                                                 |
| Ș ↑ A B C D E F G H I Î J K L M N O P Q R S Ș T Ț U V W X Y Z ↓ |                                                                 |                                                                 |                                                                 |                                                                 |                                                                 |                                                                 |                                                                 |                                                                 |                                                                 |
| Șelaru                                                          |                                                                 |                                                                 |                                                                 |                                                                 |                                                                 |                                                                 |                                                                 |                                                                 |                                                                 |
| T ↑ A B C D E F G H I Î J K L M N O P Q R S Ș T Ț U V W X Y Z ↓ |                                                                 |                                                                 |                                                                 |                                                                 |                                                                 |                                                                 |                                                                 |                                                                 |                                                                 |
| Tărtășești                                                      | Târgoviște                                                      | Telești                                                         | Tețcoiu                                                         | Titu                                                            |                                                                 |                                                                 |                                                                 |                                                                 |                                                                 |
| U ↑ A B C D E F G H I Î J K L M N O P Q R S Ș T Ț U V W X Y Z ↓ |                                                                 |                                                                 |                                                                 |                                                                 |                                                                 |                                                                 |                                                                 |                                                                 |                                                                 |
| Uliești                                                         | Ulmi                                                            | Ungureni                                                        | Urseiu                                                          | Urziceanca                                                      |                                                                 |                                                                 |                                                                 |                                                                 |                                                                 |
| V ↑ A B C D E F G H I Î J K L M N O P Q R S Ș T Ț U V W X Y Z ↓ |                                                                 |                                                                 |                                                                 |                                                                 |                                                                 |                                                                 |                                                                 |                                                                 |                                                                 |
| Vadu Stanchii                                                   | Valea Lungă-Cricov                                              | Valea Lungă Ogrea                                               | Văcărești                                                       | Văleni-Dâmbovița                                                |                                                                 |                                                                 |                                                                 |                                                                 |                                                                 |
| Viforâta                                                        | Vișina                                                          | Vizurești                                                       | Vlăsceni                                                        | Voinești                                                        |                                                                 |                                                                 |                                                                 |                                                                 |                                                                 |
| Vulcana-Pandele                                                 |                                                                 |                                                                 |                                                                 |                                                                 |                                                                 |                                                                 |                                                                 |                                                                 |                                                                 |
| Z ↑ A B C D E F G H I Î J K L M N O P Q R S Ș T Ț U V W X Y Z ↓ |                                                                 |                                                                 |                                                                 |                                                                 |                                                                 |                                                                 |                                                                 |                                                                 |                                                                 |
| Zăvoiu                                                          |                                                                 |                                                                 |                                                                 |                                                                 |                                                                 |                                                                 |                                                                 |                                                                 |                                                                 |